# Die Krone des Lebens
Die Krone des Lebens (Originaltitel: Beloved Infidel) ist ein US-amerikanischer Spielfilm von Henry King aus dem Jahr 1959. Als literarische Vorlage dienten die „furchtlosen Memoiren“ von Sheilah Graham, die diese zusammen mit Gerold Frank unter dem Titel F. Scott Fitzgerald – Meine große Liebe (Beloved Infidel) veröffentlicht hatte. Graham war mit dem Schriftsteller in seinen letzten Lebensjahren von 1937 bis 1940 liiert gewesen.

## Handlung
Der Film beginnt mit Sheilahs Überfahrt von London nach Amerika, wo sie dann in Hollywood als Gesellschaftsreporterin arbeitet. Auf einer Gesellschaft des Produzenten Robert Carter lernt sie den berühmten Romancier F. Scott Fitzgerald kennen.
Sie verabreden sich für den nächsten Abend, und Scott besucht sie in ihrer Wohnung. Und bald erfährt sie seine Lebensgeschichte: Scott, der als Romanschreiber berühmt wurde, muss jetzt kleine Geschichten und Drehbücher schreiben, um zu Geld zu kommen. Seine Frau ist in einer Heilanstalt, seine Tochter soll eine gute Erziehung genießen. Die Belastung war für den sensiblen Mann zu groß, so wurde er zum Trinker.
Als er eine feste Anstellung als Drehbuchautor erhält, lädt er Sheila zu einem Wochenendausflug nach Mexiko ein, und sie verleben Tage ungetrübten Glücks.
Auf dem Heimweg beichtet Sheilah Scott, dass sie noch nie ein Buch von ihm gelesen hat. Als er im nächsten Geschäft eins für sie kaufen will, führt man seine Bücher nicht. Als sie ein angekündigtes Theaterstück von ihm besuchen wollen, erfahren sie, dass es nur Studenten sind, die sich an seinem Text versuchen. Den Autor aber halten diese für tot.
An einem Nachmittag am Strand muss Sheilah ihm auf seine Fragen hin gestehen, dass sie bisher gelogen hat. Sie stammt aus keinem Adelshaus, ist in Armut geboren und in einem Waisenhaus erzogen. Scott versichert ihr aber, sie dennoch zu lieben.
Auch ihre Bildung weist Lücken auf, doch unter Scotts Anleitung bereichert sie ihr Wissen.
Sheilahs erste Radiosendung wird eine Katastrophe: Ihre Nerven versagen. Aber sie bekommt eine zweite Chance.
Scott hat mittlerweile weniger Glück, er hat seine Stellung verloren und fängt wieder an zu trinken. Jetzt ist es Sheilah, die ihm hilft. Sie mietet ein Haus an der Küste, damit er dort in Ruhe wieder Romane schreiben kann. Als sie ihn eines Tages dort besuchen will, findet sie ihn abermals betrunken. Als sie ihm Vorwürfe macht, bedroht er sie mit einer Pistole. Erst als ein Schuss fällt, kommt er wieder zu sich. Sheilah verlässt ihn.
Als er einige Zeit später einen schweren Herzanfall erleidet, kehrt sie auf sein Drängen wieder zu ihm zurück. Sie liebt ihn immer noch. Diesmal trinkt er nicht mehr. Er arbeitet hart an seinem Roman, und sie machen Zukunftspläne.
Doch kurz darauf bricht Scott plötzlich zusammen. Der Arzt kann nur noch den Tod feststellen.

## Hintergrund
Der Film, gedreht in Farbe und in Cinemascope, war kein sonderlicher Kassenerfolg. Auch Gregory Peck hielt nicht viel von ihm und hat ihn nur gemacht, weil er laut Vertrag noch einen Film für die Twentieth-Century-Fox drehen musste.
Am meisten war Sheilah Graham von diesem Film enttäuscht. Sie bemängelte, dass Deborah Kerr wirklich zu fein und zu vornehm war, um die Rolle zu spielen. Die Graham war ein Cockney-Girl, das sich danach gesehnt hatte, einen besseren Platz in der Gesellschaft einzunehmen, was ihr schließlich als Klatsch-Kolumnistin in Hollywood auch gelang.
Auch Peck war ihrer Meinung nach für die Rolle verkehrt. Richard Basehard wäre als Typ besser geeignet gewesen. Aber das Studio betrachtete den Namen dieses Schauspielers als nicht zugkräftig genug für ein Projekt, das offenbar als prächtige Soap Opera gedacht war.

## Kritik
„Eine ölig-elegante Liebesromanze, in der Fitzgeralds tragische und widerborstige Persönlichkeit, die nicht zuletzt an der Unmenschlichkeit der Traumfabrik scheiterte […], illusionär verklärt und sentimental verkitscht wird.“